# تاربک
تاربک یک دلقک است . او عاشق ورژیل است اما ورژیل به او اهمیت نمیدهد . او با کنار زدن لنیستر و بالادست وستر شد. تاربک در حال لشکر کشی برای فتح وستروس است.